# Тиррелл, Джозеф Берр
Джо́зеф Берр Тирре́лл (англ. Joseph Burr Tyrrell; 1 ноября 1858, Уэстон, Западная Канада (будущая Онтарио) — 26 августа 1957, Торонто) — канадский геолог, исследователь, картограф, геологоразведчик и историк.
Работая в Геологической комиссии Канады, он исследовал многие области Канады, особенно Северо-Западные территории от озера Атабаска до Гудзонова залива (эти территории включали тогда, кроме современной области Северо-Западных территорий, и провинции Саскачеван, Альберта и Нунавут, ещё не созданные к тому времени) и течения рек Телон и Дубонт. Эти исследования позволили:
- создать карты Канады,
- расширить знания о флоре и фауне,
- открыть значительные каменноугольные месторождения в Альберте и Британской Колумбии, в том числе крупнейшее месторождение битумного угля в Канаде,
- открыть место, богатое костями динозавров, в том числе нового вида этих животных — альбертозавра, близкого тираннозавру.

Джозеф Б. Тиррелл открыл ряд озёр, через которые протекает река Телон,— озёра Беверли, Абердин (названное так Д. Б. Тирреллом в честь лорда Абердина, Генерал-губернатора с 1893 по 1898) и Шульц.
Его брат, Джеймс Уильямс Тиррелл, сопровождал его в походе в Земли Бэрна в 1893.
В 1898 он отправился в Юкон, чтобы оценить богатство открытых золотых месторождений (см. Клондайкская золотая лихорадка). После 17 лет, проведённых в Геологической комиссии Канады, и несмотря на известность за свои многочисленные геологические и археологические открытия, он имел лишь жалованье младшего служащего.

В то же время он решил стать геологоразведчиком в Доусоне. В 1906 после стремительного движения за золотом Клондайка он вернулся в Торонто и основал геологоразведочное общество. В 1924, когда владельцам компании Beaver Consolidated Mining, разрабатывавшей золотой прииск в Керкленд-Лейке, не хватало средств на продолжение разведки, Джозеф Берр Тиррелл одолжил им деньги, необходимые для оплаты разведывательных работ, и они открыли новую жилу в своей концессии. Эта инициатива оказалась успешной, так как жила оставалась в разработке вплоть до 1960, произведя примерно 40 миллионов золотых долларов. 

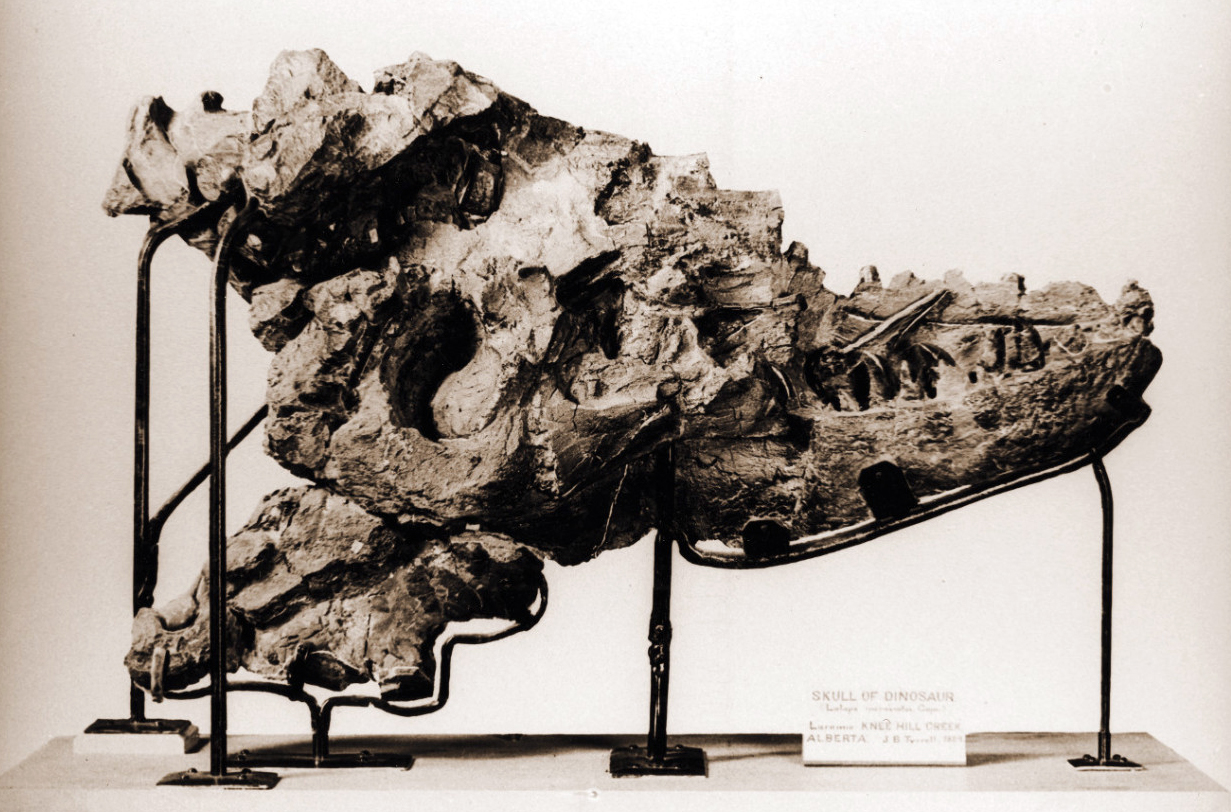
Череп альбертозавра, открытого Джозефом Берром Тирреллом.

При выходе на пенсию в возрасте 69 лет, Джозеф Б. Тиррелл был главным управляющим Kirkland Lake Gold Mining Company и оставался её председателем до 1955.
На пенсии он завёл ферму, на которой выращивались яблоки. Она находилась на месте, теперь частично занятом Торонтским зоопарком.
Кроме своих исследовательских и геологических работ, Джозеф Берр Тиррелл оставил свой вклад в сочинении исторических произведений, издававшихся в газетах, в том числе и о великих исследователях Канады Сэмюэле Хирне и Дэвиде Томпсоне. 77 полевых дневников Томпсона он отредактировал и издал в 1916 году под названием «David Thompson’s Narrative». Он был председателем Champlain Society и получил многочисленные награды:
- 1896: премия Бака[англ.] Английского Королевского географического общества,
- 1916: медаль Мурчисона в признание его теории оледенения, представленной в 1897,
- 1930: почётный доктор права Торонтского университета,
- 1933: золотая медаль Флавеля[англ.] от Королевского общества Канады,
- 1947: медаль Волластона от Геологического общества Лондона за совокупность его работ.

Многие места носят имя Тиррелла в честь его многочисленных открытий.
- В 1883 горная вершина Национального парка Банфф была названа Джорджем Доусоном горой Тиррелл в честь его помощника-измерителя.
- В 1985 Драмхеллерский палеонтологический музей (Альберта), где Д. Б. Тирреллом были открыты кости динозавров, был переименован в Королевский Тиррелловский палеонтологический музей.
- В Северо-Западных территориях и Альберте находятся два озера Тиррелл.
- Послеледниковое море, между 8 000 и 2 000 гг. до н. э. покрывавшее Гудзонов залив и окружающие его земли, носит название море Тиррелла.
- В Онтарио находится город Тиррелл.

В 1927 Джозеф Берр Тиррелл сделал пожертвование Королевскому обществу Канады для учреждения медали за продвижение знания истории Канады. Каждые два года ей награждают авторов выдающихся работ по истории Канады.
Его супруга, Мери Эдит Кэрри, основала Women’s Association of the Mining Industry of Canada. Это объединение предоставляет образовательные стипендии студентам, обучающимся наукам о Земле, и поддерживает другие интересы горнодобывающей промышленности.